# 黃文金
黃文金（1832年—1864年），中国廣西博白人，太平天国將領，封堵王。
他是早期老兄弟，參與1850年金田起義。從1853年開始守江西湖口，清軍屢攻不克，到1857年才失守，文金全軍撤退。其後隸屬右軍主將韋俊，1859年韋俊在安徽池州降清，黄文金等人不願跟隨，於是帶兵反擊韋俊，奪回池州。1860年參與二破江南大營之役。此后轉战江苏、江西、安徽等地。1862年封「堵王」。1863年從安徽南部進攻江西，欲奪取湖口，無功而還，其後進入浙江，守湖州。1864年天京失陷後，文金護衛幼天王洪天貴福從湖州出走，中途在寧國傷重死，堂弟「昭王」黃文英予以埋葬，續護送洪天貴福逃亡。